# Jay Anderson

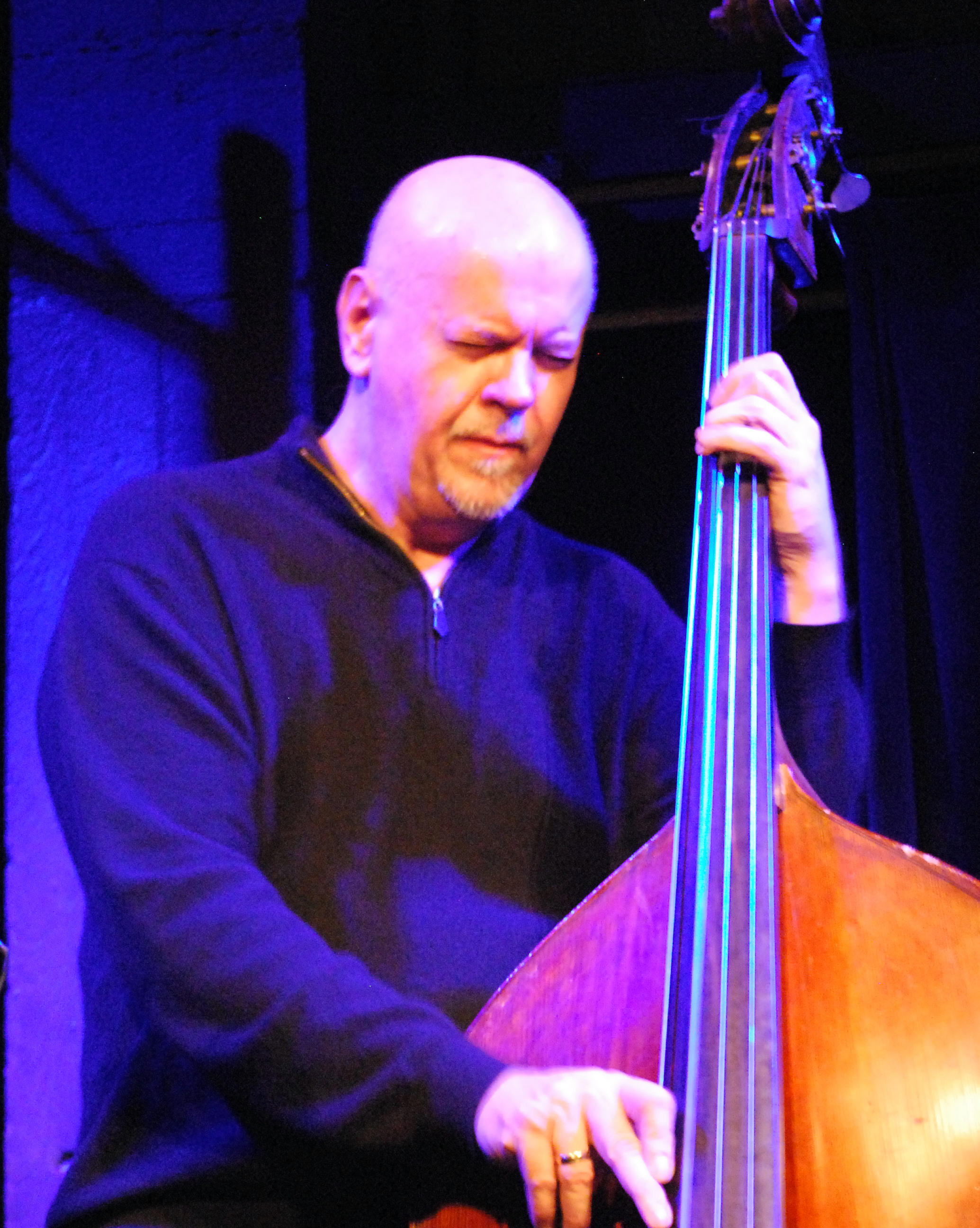
Jay Anderson, 2011 in Innsbruck

Jay Anderson (* 24. Oktober 1955 in Ontario (Kalifornien)) ist ein US-amerikanischer Kontrabassist des Modern Jazz.

## Leben und Wirken
Anderson wuchs in Long Beach (Kalifornien) auf und spielte zunächst Piano, bevor er mit zwölf Jahren zum Bass wechselte. Er studierte an der Long Beach State University, bevor er 1978 in das Orchester von Woody Herman eintrat. Von 1979 bis 1981 begleitete er Carmen McRae. Seit 1982 lebt er in New York und war bis 1987 Mitglied der Band von Lew Tabackin; daneben arbeitete er mit Bennie Wallace und Ira Sullivan sowie Red Rodney. Anschließend spielte er bei Eliane Elias, Steve Khan, Warren Bernhardt, Michael Brecker sowie Bob Mintzer und ab den 1990er Jahren auch mit Paul Bley (Notes on Ornette), Toots Thielemans, Lynne Arriale und Joe Sample. Ferner wirkte er in den Big Bands von Toshiko Akiyoshi, Mel Lewis und Maria Schneider (Data Lords, 2020). 
Anderson zählt zu den meistbeschäftigten Studiomusikern; er arbeitete mit Frank Zappa, Tom Waits, Michel Legrand und Dr. John ebenso wie mit Allen Ginsberg, Chaka Khan, Mike Stern, Paul Bley, Rudy Linka, Terumasa Hino oder Mitch Watkins. 2011 wirkte er bei Ryan Truesdells Centennial – Newly Discovered Works of Gil Evans mit. Vier Produktionen, an denen er teilhatte, wurden für den Grammy nominiert; das Album Falling into You von Céline Dion gewann ebenso wie zwei Alben von Maria Schneider, an denen er mitwirkte, diese Auszeichnung. 
Anderson unterrichtet als Professor Jazzbass an der Manhattan School of Music.

## Diskographische Hinweise
- Next Exit (1992)
- Local Color (1994)

## Lexigraphische Einträge
- Leonard Feather, Ira Gitler: The Biographical Encyclopedia of Jazz. Oxford University Press, New York 1999, ISBN 0-19-532000-X.
- Martin Kunzler: Jazz-Lexikon. Band 1: A–L (= rororo-Sachbuch. Bd. 16512). 2. Auflage. Rowohlt, Reinbek bei Hamburg 2004, ISBN 3-499-16512-0.